# Шубач
Шубач — деревня в Белозерском районе Вологодской области.
Входит в состав Визьменского сельского поселения, с точки зрения административно-территориального деления — в Георгиевский сельсовет.
Расстояние до районного центра Белозерска по автодороге — 100 км, до центра муниципального образования деревни Климшин Бор  по прямой — 18 км. Ближайшие населённые пункты — Искрино, Ключи, Пяшница.
По переписи 2002 года население — 2 человека.